# 清见
清见（日語：清見，学名：Citrus unshiu × sinensis）是源自日本的柑橘类水果，由温州蜜柑与特罗维塔甜橙杂交育成。这是一晚熟易剥品种。其名称“清见”源于最初育成该品种的果树试验场附近的清见寺与清见潟（位于静冈市）。
清见还是一种单胚品种，常作为杂交育种的亲本，如凸顶柑就是以其作为亲本材料选育而成的。